# Fuping (Baoding)
Der Kreis Fuping (chinesisch 阜平县, Pinyin Fùpíng Xiàn) gehört zum Verwaltungsgebiet der bezirksfreien Stadt Baoding in der chinesischen Provinz Hebei. Er hat eine Fläche von 2.477 km² und zählt 205.299 Einwohner (Stand: Zensus 2010). Sein Hauptort ist die Großgemeinde Fuping 阜平镇.

## Administrative Gliederung
Auf Gemeindeebene setzt sich der Stadtbezirk aus vier Großgemeinden neun Gemeinden zusammen. Diese sind:
- Großgemeinde Fuping 阜平镇
- Großgemeinde Longquanguan 龙泉关镇
- Großgemeinde Pingyang 平阳镇
- Großgemeinde Chengnanzhuang 城南庄镇

- Gemeinde Dongxiaguan 东下关乡
- Gemeinde Wanglinkou 王林口乡
- Gemeinde Taiyu 台峪乡
- Gemeinde Datai 大台乡
- Gemeinde Shijiazhai 史家寨乡
- Gemeinde Shawoxiang 砂窝乡
- Gemeinde Wuwangkou 吴王口乡
- Gemeinde Xiazhuang 下庄乡
- Gemeinde Beiguoyuan 北果元乡

## Geschichte
Die Stätte der Grenzgebiet-Regierung und des militärischen Hauptquartiers des Shanxi-Chahar-Hebei-Grenzgebietes (Jin-Cha-Ji bianqu) (晋察冀边区政府及军区司令部旧址 Jinchaji bianqu zhengfu ji junqu silingbu jiuzhi) aus dem Zweiten Japanisch-Chinesischen Krieg steht seit 1996 auf der Liste der Denkmäler der Volksrepublik China (4-238).
In der Großgemeinde Chengnanzhuang (城南庄镇) befindet sich die Shanxi-Chahar-Hebei Border Region Memorial Hall.